# Bromarv
Bromarv, anciennement Bromarf, est un village et une  ancienne municipalité de l'Uusimaa en Finlande.

## Histoire
La majeure partie de Bromarv était située dans la péninsule à l'ouest du deuxième Salpausselkä, où se trouve encore le village de Bromarv, mais la municipalité comprenait également une partie sur la péninsule de Hanko.
La municipalité de Bromarv a fusionné en 1977, principalement avec Tenhola et son coin méridional (Täktom, Bengtsår et Santala) avec Hanko.
Avec Tenhola rejoignant Tammisaari en 1993 et Tammisaari rejoignant Raseborg en 2009, la plupart de l'ancienne municipalité de Bromarv appartient désormais à Raseborg.
Au 1er janvier 1976, la superficie de la commune rurale de Bromarv était de 196,5 km2 et au 31 décembre 1976 elle comptait 1 424 habitants.
Les municipalites voisines de la commune rurale de Bromarv étaient Dragsfjärd (anciennement Hiittinen), Hanko, Särkisalo, la commune rurale de Tammisaari, Tenhola et Västanfjärd.